# Васильевский (Каменский район)
Васи́льевский — посёлок в Каменском районе Ростовской области.
Входит в состав Богдановского сельского поселения.

## Население
| 2010 |
| ---- |
| 460  |

## Улицы
| - ул. Гранитная - ул. Заводская - ул. Зеленая - ул. Колодезная - ул. Майская | - ул. Почтовая - ул. Садовая - ул. Центральная - ул. Школьная |